# Helina sterniteoacaena
Helina sterniteoacaena este o specie de muște din genul Helina, familia Muscidae, descrisă de Xue în anul 2002.
Este endemică în Xinjiang. Conform Catalogue of Life specia Helina sterniteoacaena nu are subspecii cunoscute.